# Aplàsia
L'aplàsia (del grec a—no; plasis—emmotllar) és, per regla general, un defecte de naixement que es defineix com "un desenvolupament incomplet o absència congènita d'un òrgan o teixit". En hematologia, aquest terme es refereix al "desenvolupament incomplet, retardat, deficient, o interrupció del procés regenerador de qualsevol cèl·lula sanguínia". La definició d'hipoplàsia, rares vegades emprada de manera correcta, posa més èmfasi en la presència d'un nombre de cèl·lules inferior al normal. Aquest és el cas de la manca de cèl·lules de Paneth en la malaltia celíaca.
Exemples:
- Aplàsia eritrocitària pura.[4]
- Aplàsia eritrocitària pura induïda per isoniazida.[5]
- Aplàsia eritrocitària pura secundària a l'embaràs.[6]
- Aplàsia leucocitària pura.[7]
- Aplasia cutis congènita.[8]
- Aplasia cutis congènita ampul·lar.[9]
- Aplasia cutis congènita membranosa.[10]
- Aplasia cutis congènita del tronc.[11]
- Aplasia cutis congènita amb defectes cranials secundària a l'exposició intraúter al metimazole.[12]
- Aplasia cutània congènita de les extremitats.[13]
- Aplàsia medul·lar congènita.[14]
- Anèmia aplàstica[15]
- Aplàsia de les cèl·lules germinals dels túbuls seminífers o síndrome de sol cèl·lules de Sertoli.[16]
- Aplàsia congènita de l'artèria caròtide comuna.[17]
- Aplàsia congènita del cuir cabellut.[18]
- Aplàsia congènita del coixí adipós del taló.[19]
- Aplàsia congènita bilateral del cartílag nasal lateral inferior.[20]
- Aplàsia de les glàndules salivals majors i menors.[21]
- Aplàsia mülleriana o síndrome de Mayer-Rokitansky-Küster-Hauser.[22]
- Aplàsia radial bilateral amb trombocitopènia.[23]
- Aplàsia congènita aïllada del nervi facial.[24]
- Aplàsia congènita pancreàtica aïllada per mutacions hipomòrfiques en el gen PTF1A.[25]
- Aplàsia bilateral del nervi òptic.[26]
- Aplàsia bilateral del canal semicircular.[27]
- Aplàsia unilateral parotídia asimptomàtica.[28]
- Aplàsia de l'os pubis.[29]
- Aplàsia congènita de l'os escafoide del carp.[30]
- Aplàsia completa del laberint.[31]
- Aplàsia completa dels sins paranasals.[32]
- Aplàsia combinada dels sins frontal i esfenoïdal.[33]
- Aplàsia combinada dels sins frontal, esfenoïdal i maxil·lar amb hipoplàsia del si etmoïdal.[34]
- Aplàsia pulmonar.[35]
- Aplàsia renal.[36]
- Aplàsia tímica. Es veu a la síndrome de DiGeorge.[37]